# Environment and Resources Authority
Environment and Resources Authority (ERA, malt. Awtorità għall-Ambjent u r-Riżorsi) – rządowa agencja regulacyjna odpowiedzialna za środowisko naturalne na Malcie.
Została utworzona 4 kwietnia 2016 w wyniku podziału Malta Environment and Planning Authority, co zaowocowało również utworzeniem  Planning Authority.